# ایستگاه ساکرامنتو ولی
ایستگاه ساکرامنتو وَلِی (انگلیسی: Sacramento Valley Station) یک ایستگاه راه‌آهن در ساکرامنتو، کالیفرنیا، ایالات متحده آمریکا است.
این ایستگاه که در سال ۱۹۲۶ تأسیس شده در سال ۲۰۱۵ میلادی ۱٬۰۲۷٬۰۱۳ مسافر جابه‌جا کرده‌است، همچنین این ایستگاه به قطار سبک شهری ساکرامنتو نیز متصل می‌باشد.

## نگارخانه

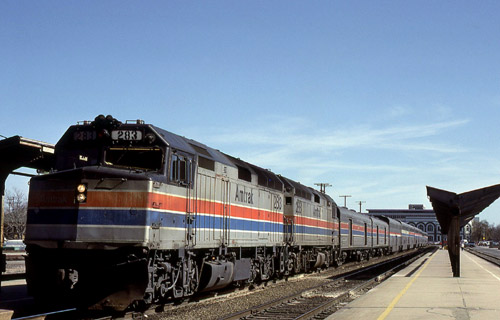
۱۹۸۵
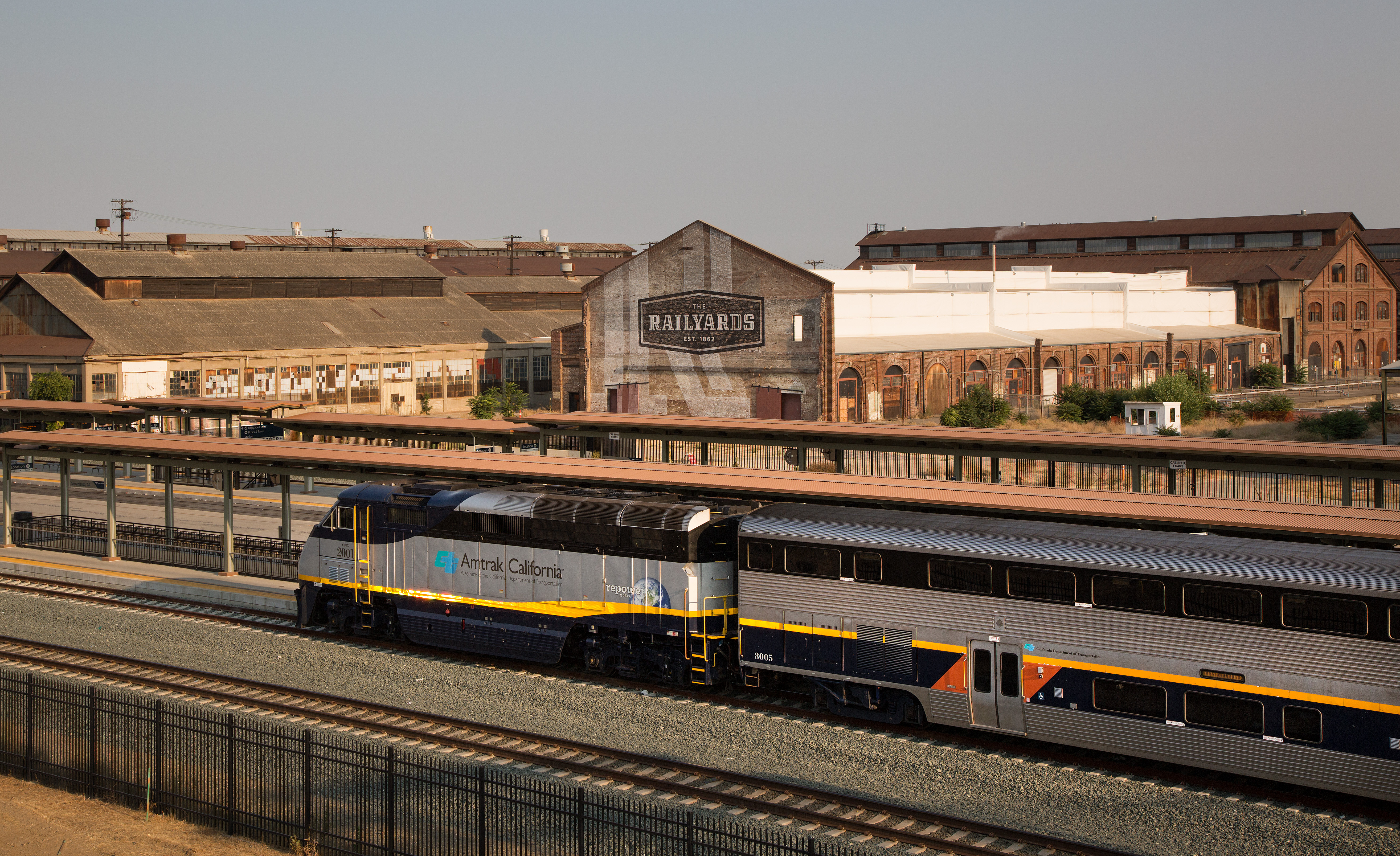
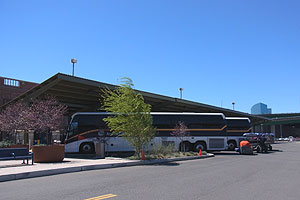
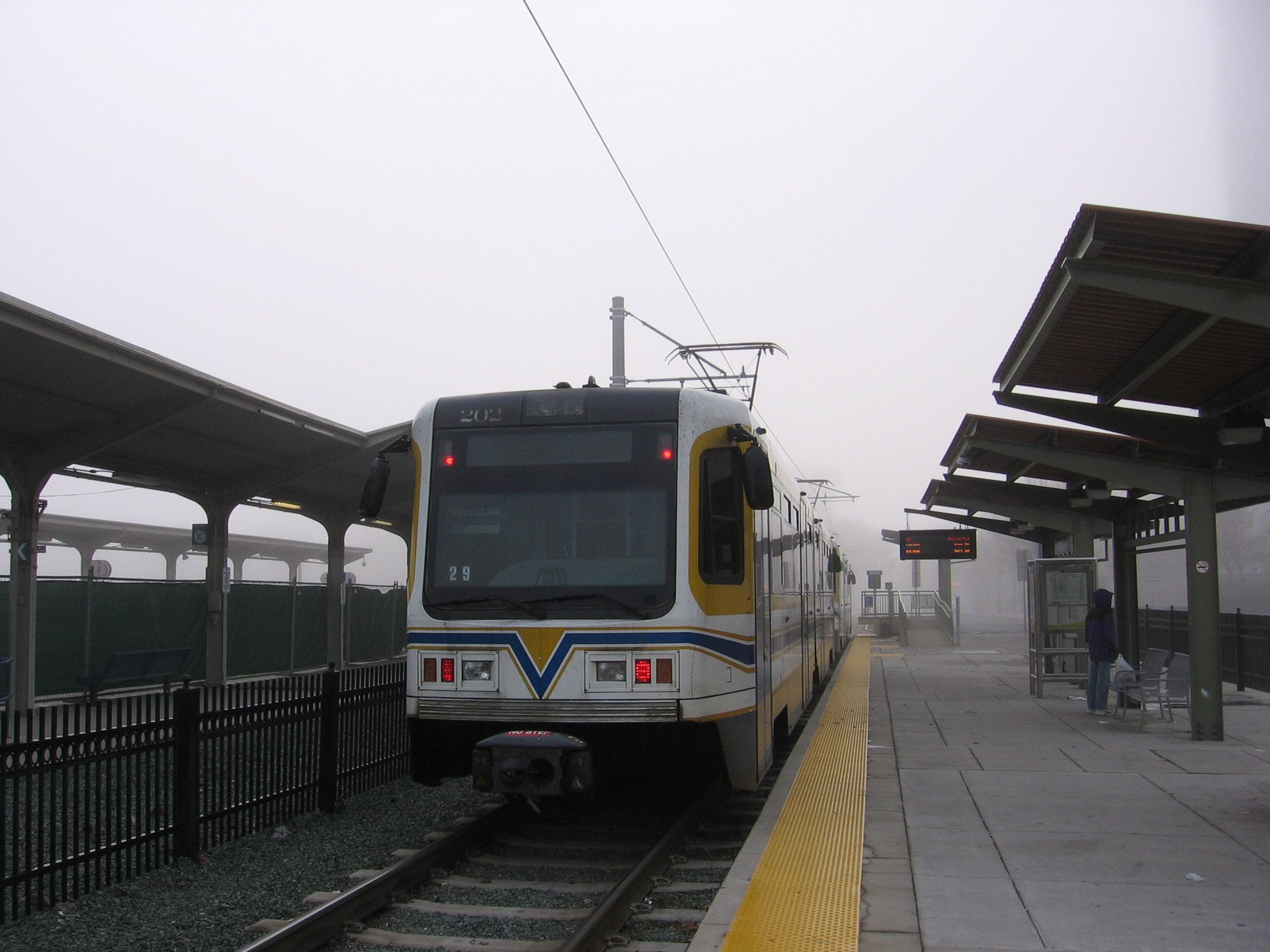
سکو قطار سبک شهری